# Corazón partido (telenovela)
Pour les articles homonymes, voir Cœur brisé.
Corazón partido (Cœur brisé) est une telenovela américaine-mexicaine en 90 épisodes de 43 minutes écrite par Pablo Illanes et diffusée entre le 1er novembre 2005 et le 16 juin 2006 sur Telemundo.
En France, elle a été diffusée à partir du 24 mars 2011 sur France Ô puis sur IDF1 à partir du lundi 13 mai 2013 à 20 h 05. Néanmoins, elle reste inédite dans les autres pays francophones.

## Synopsis
Aura Errachi est une belle femme, issue d'une famille aisée et conservatrice. Alors qu'elle est adolescente, elle tombe enceinte à la suite d'un viol dont le coupable est Sergio Garza, son demi-frère. Mais la jeune femme décide de ne pas révéler à sa famille qui est le père. Virginia sa grand-mère, une femme de caractère très à cheval sur les convenances sociales, décide de l’éloigner afin de cacher la vérité. Dès que l’enfant vient au monde, elle le donne en adoption et contraint Aura à partir aux États-Unis. Tous ces événements vont marquer la jeune femme et forger son caractère. Huit ans plus tard, Aura décide de revenir et de faire valoir ses droits de mère sur son fils, Esteban, qui a été adopté par Nelly et Adrian. Ce dernier va bientôt tomber amoureux d’Aura. Aura devra se battre pour avoir la garde de son enfant. Finalement, Aura aura la garde de son enfant, Virginia et Erasmo, son garde du corps et assassin seront envoyés en prison tout comme Rogelio, le mari de Fernanda et Sergio. Fernanda s'est remise par la suite avec César, son premier mari, Alexandra ira avec Julio, Piquin et Esteban habiteront avec Aura qui donnera une nouvelle chance à l'amour auprès d'Adrian. Nelly et Aura se retisseront des liens d'amitié au bout du compte. Nelly partira en voyage pour son travail et rencontrera un beau mécanicien et vivra avec lui. Nelly a compris ses erreurs et sera plus gentille.

## Distribution
- Danna García : Aura Echarri Medina
- José Ángel Llamas : Adrian Rincon / Santiago Rincon
- Ximena Gonzalez-Rubio : Nelly Zambrano
- Sergio Adriano Ortiz Garda : Esteban Rincon Zambrano 'El Grillo'
- Saby Kamalich : Virginia Graham
- Anna Ciocchetti : Fernanda Medina
- Carlos Torres Torrija et Julio Bracho : César Echarri
- Alejandro Calva : Ramón Cadena 'El Tanque'
- Khotan : Sergio Garza
- Alejandra Lazcano : Claudia Loret
- Ángeles Marín : Ernestina de Zambrano
- Enrique Singer : Rogelio Garza
- Carlos de la Mota : Germán Garza
- Evangelina Martínez : Consuelo 'Chelo' Delgado
- Giovan D'Angelo : Nelson Cordoba
- Gizeht Galatea : Rocío
- Juan Carlos Barreto : Erasmo
- Juan Luis Orendain : Gregorio Medina Arce
- Karina Mora : Alejandra Garza
- Luis Gerardo Méndez : Ignacio 'Nacho' Echarri
- Paco Mauri : Amador Zambrano
- Patricia Marrerro : Filomena Bolado
- Toni Helling : Bettina
- Alejandro Felipe : Piquin
- Eréndira Dávalos : Rosa
- Mario Loría : Hilberto
- Sandra Quiroz : Carola Ruiz
- Eduardo Victoria : Julio
- Alberto Trujillo : Juancho
- Sonia Couoh : Carmen
- Marco Antonio Aguirre : El Manotas
- Alexandré Barceló : Memo
- Moisés Cardez : Tobias
- Andrés Elvira : Ignacio 'Nacho' Echarri jeune
- Iñaki Goci : Miguel
- Misha Herrera

## Diffusion internationale
- (Côte D'Ivoire) [ RTI 1 ] (2013)

### Sources
- (es) Cet article est partiellement ou en totalité issu de l’article de Wikipédia en espagnol intitulé « Corazón partido » (voir la liste des auteurs).